# بخش هانوفر (شهرستان لیکینگ، اوهایو)
بخش هانوفر (به انگلیسی: Hanover Township) یک منطقهٔ مسکونی در ایالات متحده آمریکا است که در شهرستان لیکینگ، اوهایو واقع شده‌است.
 بخش هانوفر ۶۵٫۳ کیلومتر مربع مساحت و ۲٬۷۰۵ نفر جمعیت دارد و ۲۹۷ متر بالاتر از سطح دریا واقع شده‌است.